# Landsberger Jungfernsprung

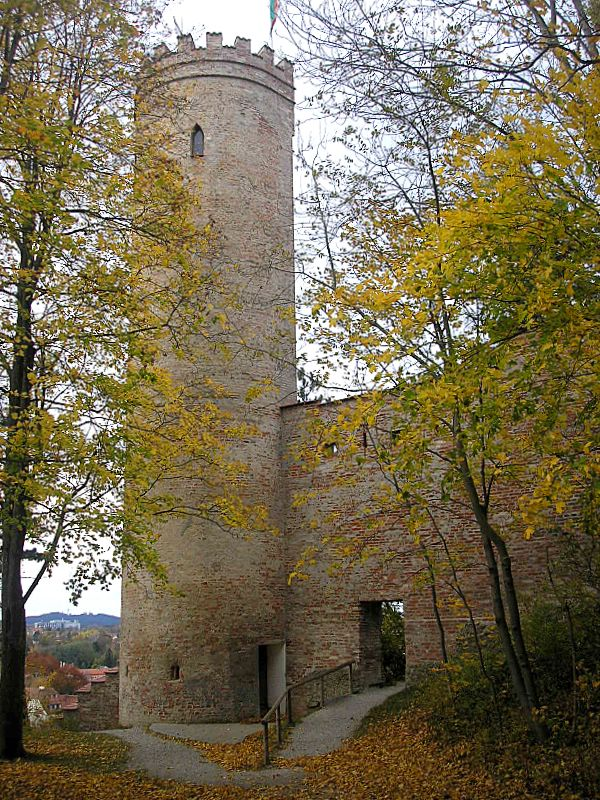
Der „Jungfernsprung“ auf der südlichen Hangkante

Der Jungfernsprung in Landsberg am Lech ist ein Halbturm im Verlauf der südlichen Stadtmauer aus dem 14. Jahrhundert. Im 19. Jahrhundert wurde er deutlich erhöht, um einen Wasserdruckbehälter einzubauen. Zu dieser Zeit entstand die Sage, im Jahr 1633 hätten sich hier Mädchen und Frauen aus Angst vor den Gräueltaten der schwedischen Truppen im Dreißigjährigen Krieg in den Lech zu Tode gestürzt. Tatsächlich nahmen sich damals einige Frauen das Leben, ihre Namen sind noch heute im Kirchenbuch erhalten. Jedoch ist der Turm zu weit vom Lech entfernt und 1633 auch zu niedrig um so ein Ereignis zu erklären, auch der Lauf des Lechs hat sich dort nicht wesentlich geändert. Der Turm erhielt seinen Namen nach dieser Sage.
Der Turm ist ein Teil der hier unterbrochenen alten Stadtmauer und wird nunmehr als Aussichtsplattform genutzt. Rechts davon liegt das Transformatorenhaus, das einst der Bergfried und somit der höchste Turm der Stadt war.